# Lystrosaurus
 Lystrosaurus  ist eine Gattung der Therapsiden („säugetierähnlicher Reptilien“) aus der Gruppe der Dicynodontia, die während des späten Oberperm (Zechstein) und der frühen Trias (Buntsandstein) vor 254 bis 246 Millionen Jahren lebte. Fossilien von Lystrosaurus wurden in Südafrika, Antarktika, China, Indien und dem europäischen Russland gefunden. 

Die hier farbig dargestellten paläobiogeographischen Verbreitungsgebiete von Cynognathus, Mesosaurus, Glossopteris und Lystrosaurus erlauben die Rekonstruktion von Gondwana und sind damit Belege für die Existenz der Plattentektonik

Lystrosaurus war eines der wenigen Tiere, die das Massenaussterben an der Perm-Trias-Grenze überlebten, und war in der folgenden, artenarmen Periode der frühen Trias das dominierende, herbivore Landwirbeltier.
Seine Entdeckung am Coalsack Bluff in den Colbert Hills des Transantarktischen Gebirge durch Edwin H. Colbert und sein Team in den Jahren 1969/70 half, die Theorie der Plattentektonik zu bestätigen, denn Fossilien von Lystrosaurus waren bereits in Ablagerungen der frühen Trias von Südafrika sowie in Indien und China gefunden worden. Die heutigen Kontinente bildeten damals den Superkontinent Pangaea.

## Merkmale
Lystrosaurus war ein mittelgroßes, stämmig gebautes Tier, das ungefähr die Größe eines Schweines erreichte. Es hatte eine kurze, nach unten gerichtete Schnauze, die, mit Ausnahme von zwei vergrößerten Eckzähnen im Oberkiefer, zahnlos war. Ursprünglich nahm man an, dass Lystrosaurus wegen seiner weit oben auf dem Schädel liegenden Augen und Nasenlöcher nach Art der Flusspferde amphibisch lebte. 1991 veröffentlichten zwei Wissenschaftler eine alternative Ansicht über die Lebensweise von Lystrosaurus. Demnach waren die Veränderungen im Bau des Schädels eine Anpassung an sehr feste, faserreiche Nahrung, typisch für Pflanzen, die in ariden Gebieten wachsen. Die breiten Vorderfüße seien auch zum Graben geeignet.
Untersuchungen der Wachstumsringe von fossilen, aus der Antarktis stammenden Zähnen von Lystrosaurus belegen, dass die Tiere zumindest das Vorstadium eines Winterschlafs gehalten haben, um die kalte Jahreszeit besser zu überstehen. Im Zuge der Untersuchungen wurde zudem festgestellt, dass Lystrosaurus wahrscheinlich warmblütig war.

## Arten

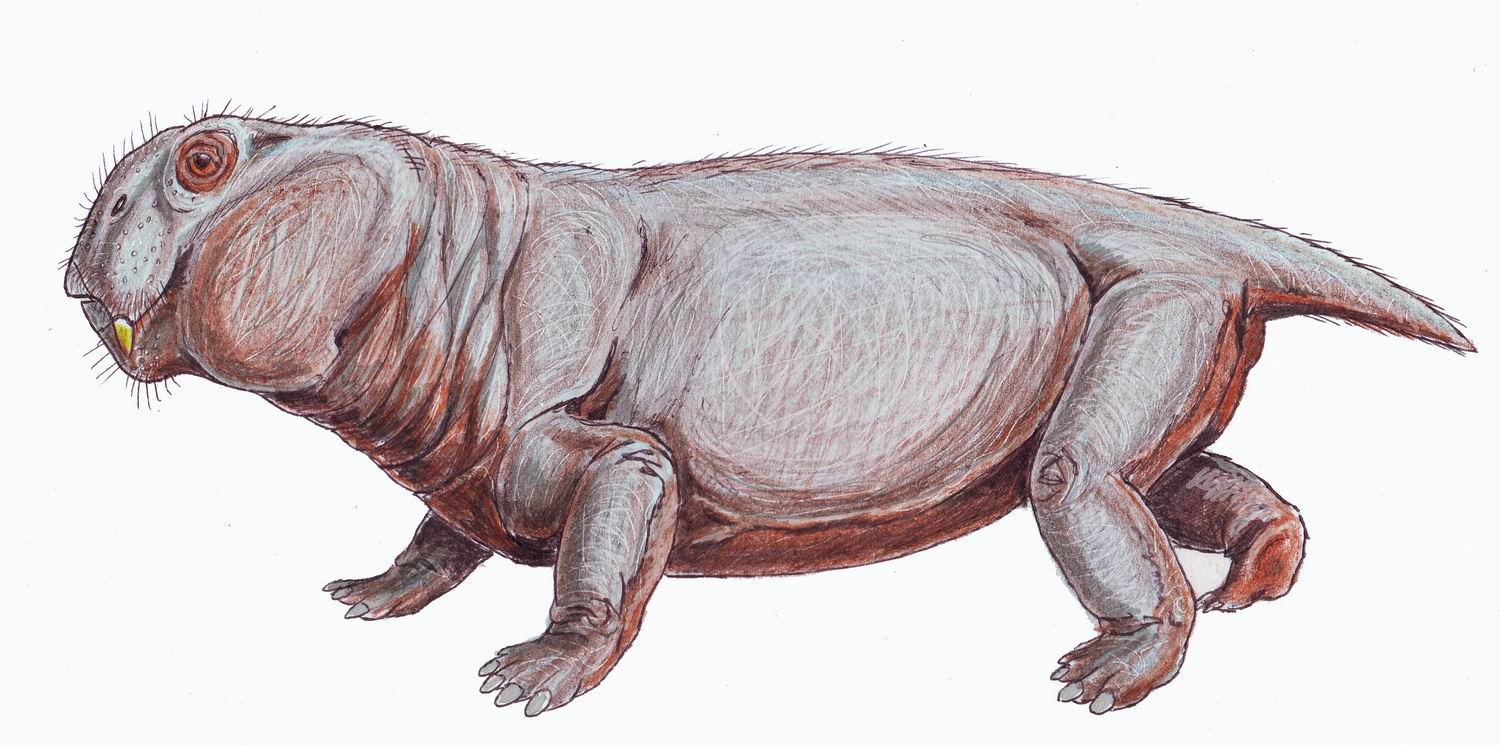
Lebendrekonstruktion von Lystrosaurus murrayi

- Lystrosaurus murrayi (Huxley, 1859)
- Lystrosaurus curvatus (Owen, 1876)
- Lystrosaurus declivis (Brink, 1951)
- Lystrosaurus georgi (Kalandadze, 1975)
- Lystrosaurus hedini (Young, 1935)
- Lystrosaurus mccaigi (Seeley, 1898)
- Lystrosaurus oviceps (Haughton, 1915)
- Lystrosaurus platyceps (Seeley, 1898)
- Lystrosaurus rajurkari (Tripathi & Satsangi, 1963)
- Lystrosaurus robustus (Sun, 1973)
- Lystrosaurus shichanggouensis (Cheng, 1986)
- Lystrosaurus weidenreichi (Young, 1939)

## Galerie

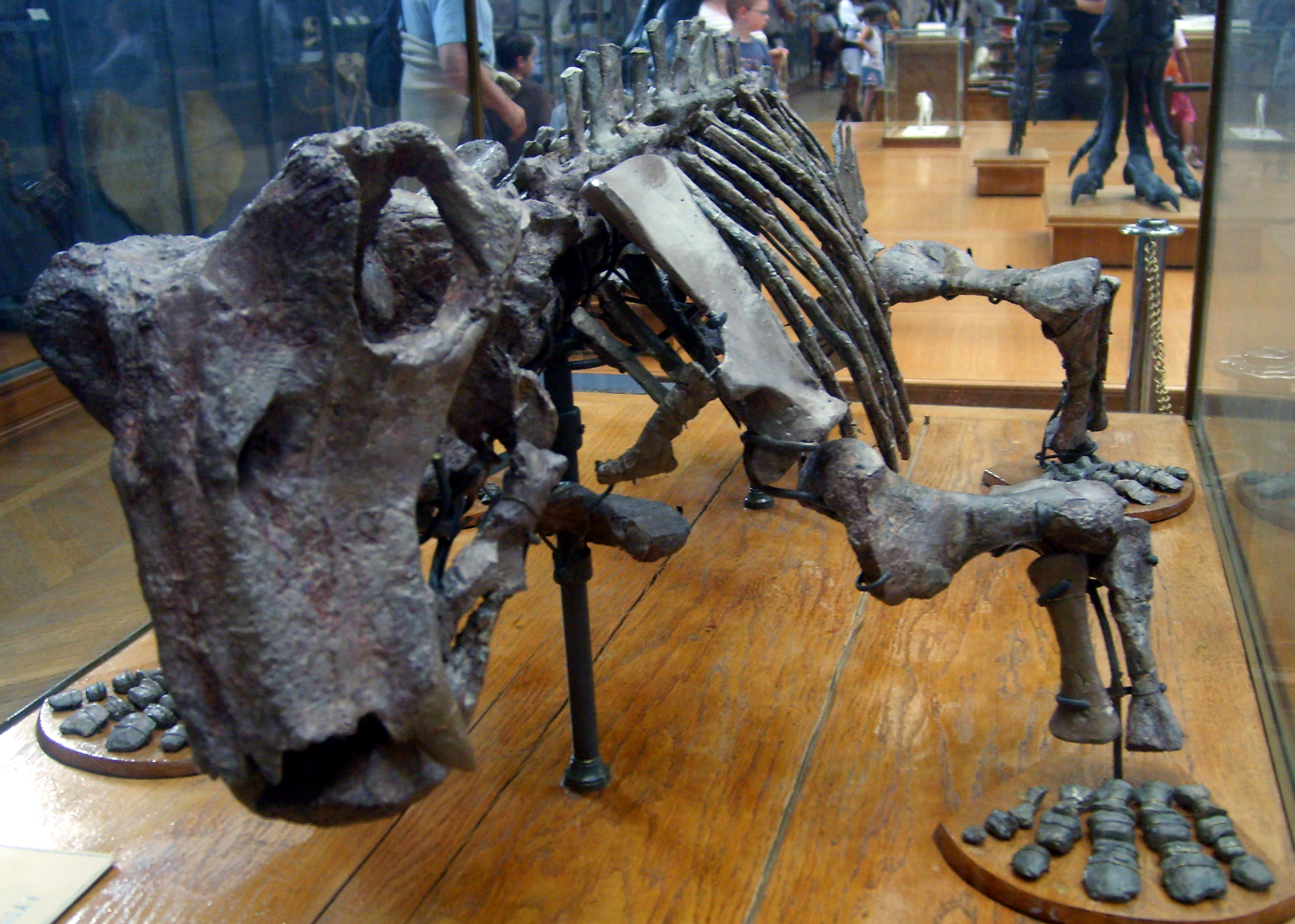
Versteinertes Skelett von Lystrosaurus murrayi im Naturhistorischen Museum in Paris, Frankreich
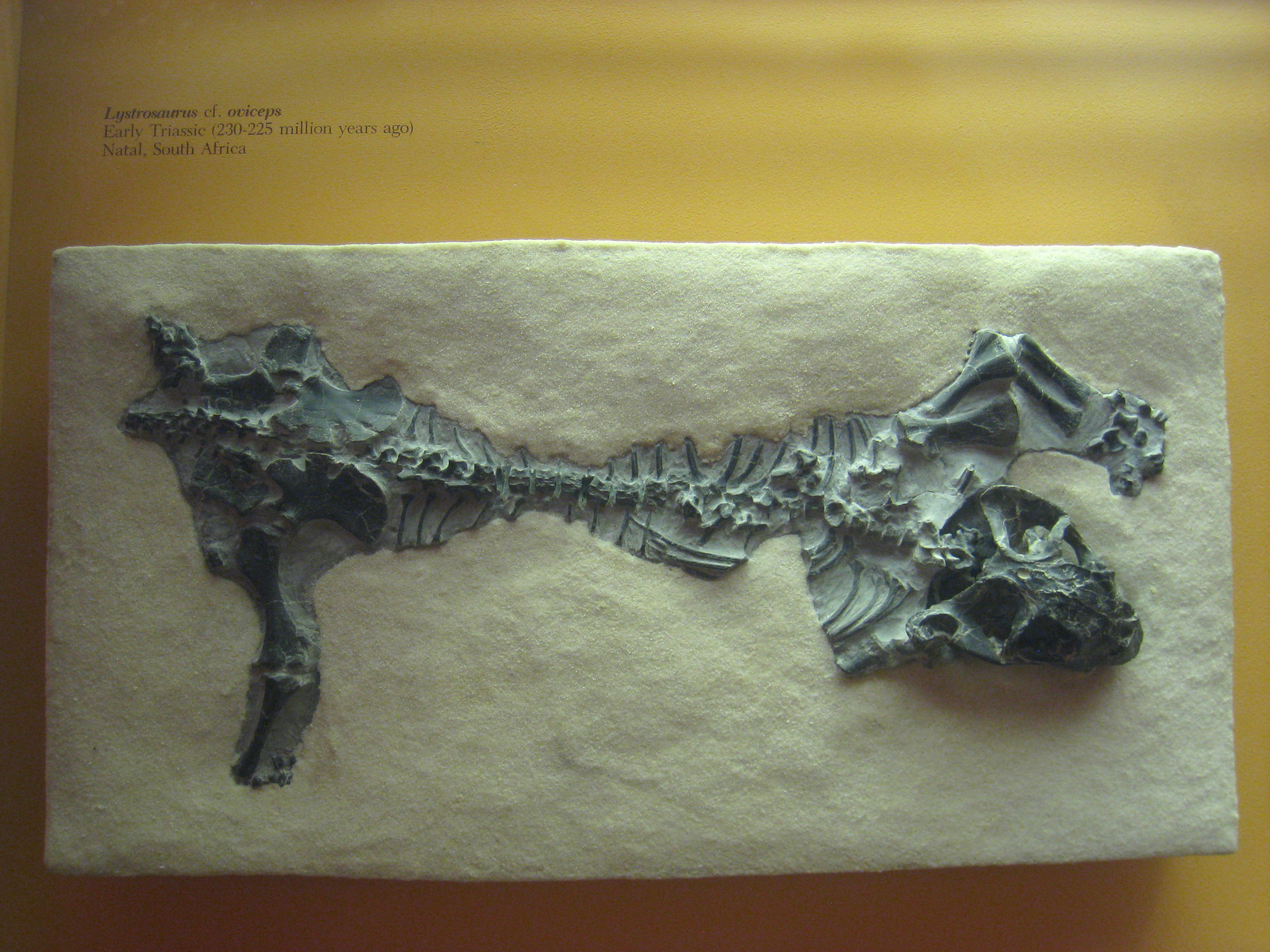
Versteinerung eines Lystrosaurus oviceps im Naturhistorischen Museum in Washington, D.C., USA
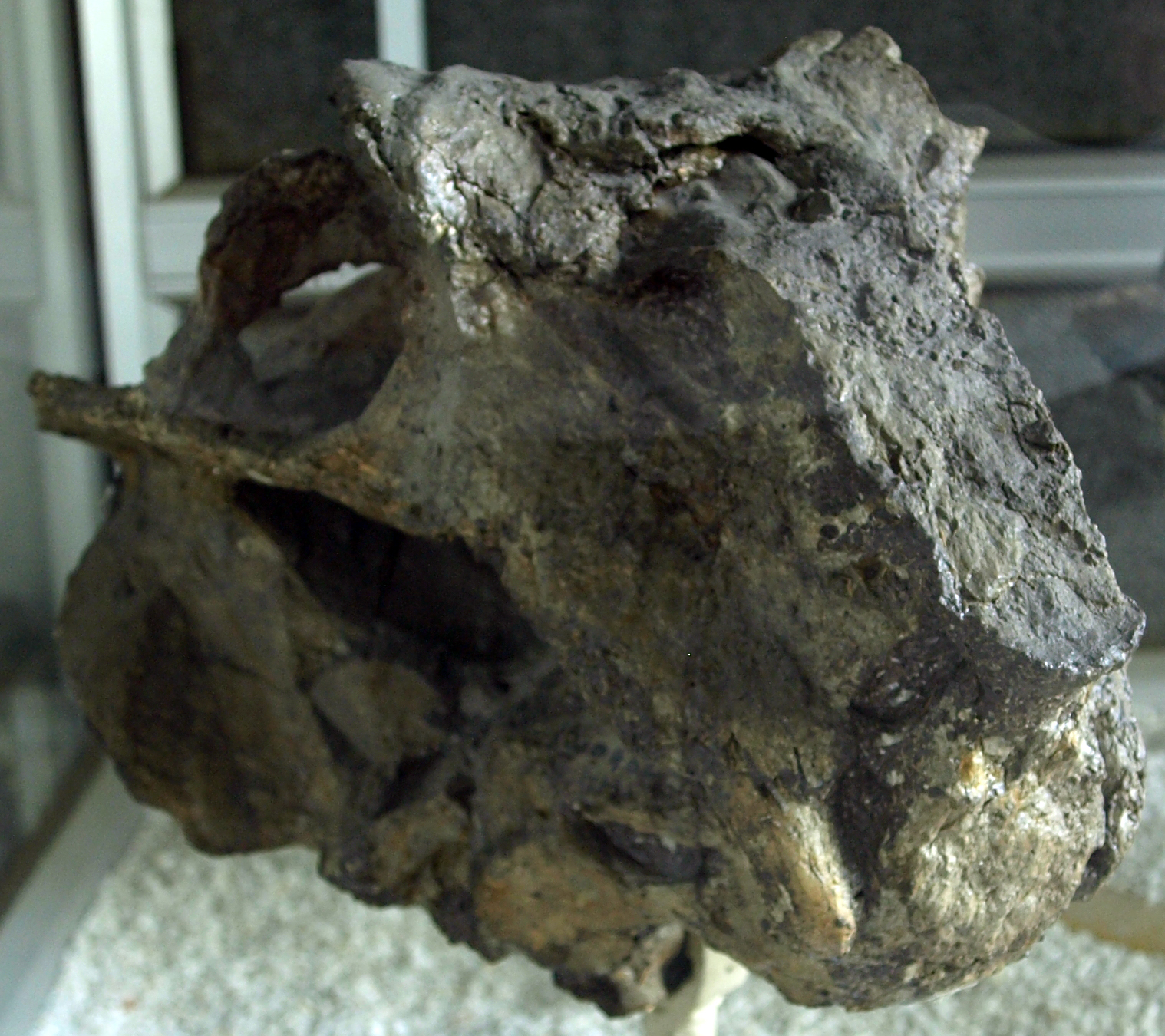
Versteinerter Schädel eines Lystrosaurus im chinesischen paläozoologischen Museum
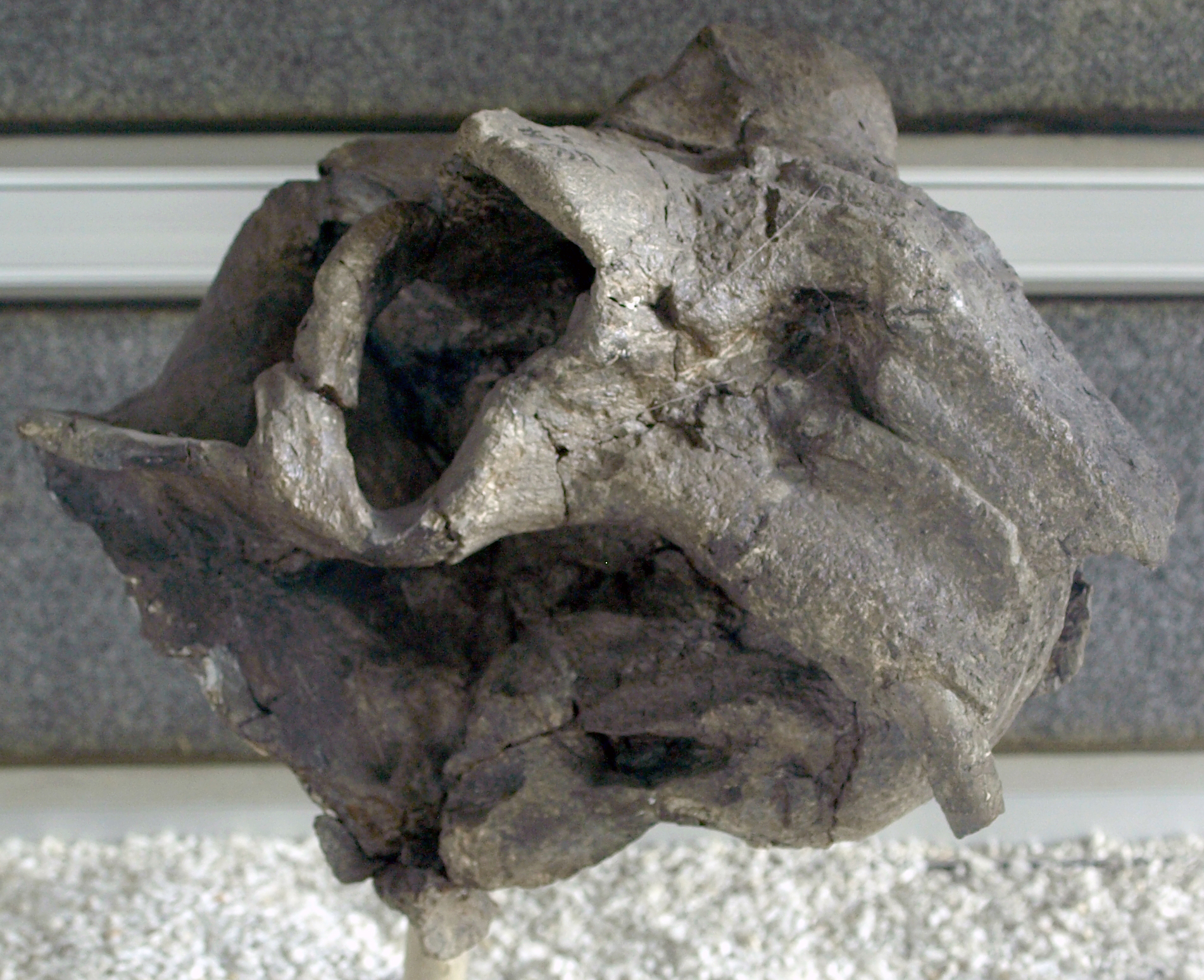
Versteinerter Schädel eines Lystrosaurus im chinesischen paläozoologischen Museum